# Vuurkopbaardvogel
De vuurkopbaardvogel, ook wel bekend als vuurkruinbaardvogel of roodgele baardvogel (Trachyphonus erythrocephalus) is een Afrikaanse baardvogel uit de familie Lybiidae.

## Kenmerken
De lichaamslengte bedraagt ongeveer 23 cm. Beide geslachten kunnen zeer fraai zingen. Het verschil is te zien aan de zwarte keelkinstreep van het mannetje.

## Leefwijze
Het voedsel van deze vogel bestaat uit planten, vruchten, zaden en insecten.

## Voortplanting
Het legsel bestaat meestal uit 3 eieren, die worden afgezet in een nest in termietenheuvels. Het zijn zeer zorgzame ouders, die zeer goed voor hun kroost zorgen. Dat is een hele klus, omdat baardvogels toch al grote eters zijn, maar de opgroeiende jongen kunnen er helemaal wat van. Ook na het uitvliegen blijven de ouders nog weken voor ze zorgen.

## Verspreiding en leefgebied
Deze soort komt voor in oostelijk Afrika in zowel open terrein als dicht bebost gebied en in de buurt van rivieren.
De soort telt drie ondersoorten:
- T. e. shelleyi: oostelijk Ethiopië en Somalië.
- T. e. versicolor: zuidoostelijk Soedan, zuidelijk Ethiopië, noordelijk Kenia en noordoostelijk Oeganda.
- T. e. erythrocephalus: van centraal Kenia tot noordelijk Tanzania.

## Status
De grootte van de populatie is niet gekwantificeerd maar de soort wordt omschreven als algemeen. Op de Rode lijst van de IUCN heeft deze soort de status niet bedreigd.